# حكومة جنوب افريقيا

### حكومة جنوب أفريقيا
حكومة جنوب أفريقيا هي السلطة التنفيذية العليا في جمهورية جنوب أفريقيا، وهي مسؤولة عن إدارة شؤون الدولة وتطبيق القوانين والسياسات. تقوم الحكومة على نظام ديمقراطي دستوري يُعرف بالفصل بين السلطات: التنفيذية، التشريعية، والقضائية. أُقرت هذه البنية الحديثة بعد نهاية نظام الفصل العنصري (الأبارتايد) في 1994، مع اعتماد دستور جديد دخل حيز التنفيذ عام 1997.

### النظام السياسي
جنوب أفريقيا هي جمهورية ديمقراطية برلمانية، حيث يكون رئيس الجمهورية هو رئيس الدولة ورئيس الحكومة في آنٍ واحد. تعتمد الدولة نظامًا سياسيًا مختلطًا يجمع بين عناصر من النظامين الرئاسي والبرلماني، إذ يتم انتخاب الرئيس من قبل البرلمان، وهو مسؤول أمامه.

### السلطات الحكومية

##### السلطة التنفيذية
تتكون السلطة التنفيذية من:

##### •	رئيس الجمهورية: يُنتخب من قبل الجمعية الوطنية (البرلمان) لمدة خمس سنوات، ويجوز إعادة انتخابه مرة واحدة فقط. يتمتع بسلطات واسعة، تشمل تعيين الوزراء، توقيع القوانين، إدارة السياسة الخارجية، وقيادة القوات المسلحة.
•	مجلس الوزراء: يُعيّنه الرئيس، ويتكوّن من نواب الرئيس والوزراء. يقوم المجلس بتنفيذ السياسات الحكومية وتسيير الشؤون اليومية للدولة.
الرئيس الحالي (اعتبارًا من يوليو 2025) هو سيريل رامافوزا، زعيم حزب المؤتمر الوطني الأفريقي (ANC).

###### السلطة التشريعية
البرلمان الجنوب أفريقي يتكون من مجلسين:
•	الجمعية الوطنية: تتألف من 400 عضو يُنتخبون بنظام التمثيل النسبي، وتُعد الهيئة الأهم في التشريع واختيار الرئيس.
•	المجلس الوطني للمقاطعات (NCOP): يتكوّن من 90 عضوًا، يمثلون المقاطعات التسع للبلاد، ويُعنى بتمثيل مصالح الحكومات الإقليمية على المستوى الوطني.

###### السلطة القضائية
النظام القضائي في جنوب أفريقيا مستقل عن السلطتين التشريعية والتنفيذية، وتشمل هياكله:
•	المحكمة الدستورية: وهي أعلى محكمة في القضايا المتعلقة بالدستور وحقوق الإنسان.
•	محكمة الاستئناف العليا.
•	محاكم عليا وإقليمية ومحاكم ابتدائية.
يُعيّن القضاة من قبل رئيس الجمهورية بناءً على توصية لجنة الخدمة القضائية، وهي هيئة مستقلة.
النظام الحزبي
يهيمن على السياسة الجنوب أفريقية حزب المؤتمر الوطني الأفريقي (ANC) منذ أول انتخابات ديمقراطية سنة 1994. ومن الأحزاب المعارضة الرئيسية:
•	التحالف الديمقراطي (DA).
•	مقاتلو الحرية الاقتصادية (EFF).

###### الحكم المحلي
تنقسم البلاد إلى تسع مقاطعات، لكل منها حكومة محلية بسلطات تنفيذية وتشريعية محدودة. تُشرف البلديات على الخدمات المحلية كالنقل والمياه والكهرباء.

###### السياسة الخارجية
تتبنى جنوب أفريقيا سياسة خارجية تقوم على عدم الانحياز، وتركز على التعاون الإقليمي ضمن مجموعة التنمية لأفريقيا الجنوبية (SADC)، والتفاعل مع منظمات مثل الاتحاد الإفريقي والأمم المتحدة. كما تُعتبر جنوب أفريقيا إحدى القوى الإقليمية الكبرى، وعضوًا في مجموعة بريكس (BRICS).

###### مكافحة الفساد
تعاني جنوب أفريقيا من تحديات كبيرة تتعلق بالفساد، خاصة في العقود الأخيرة. وقد أُنشئت عدة لجان لمكافحة الفساد، أبرزها “لجنة زوندو” التي حققت في مزاعم الاستيلاء على الدولة خلال عهد الرئيس السابق جاكوب زوما.
⸻